# Gehyra fenestrula
Gehyra fenestrula (хамерслійська плямиста дтелла) — вид геконоподібних ящірок родини геконових (Gekkonidae). Ендемік Австралії. Описаний у 2018 році.

## Поширення і екологія
Хамерськійські плямисті дтелли мешкають в горах Хамерслі на південному сході регіону Пілбара у Західній Австралії. Вони живуть серед валунів і скель, в чагарникових заростях та в спінніфексових степах.